# 释普雨
释普雨（1910年—1990年），俗姓钱，名家衡，字无边，号云壑老人，男，北京人，中国佛教僧人，曾任中国佛教协会常务理事，第六届全国政协委员。